# Windham Hill Records
Windham Hill Records (conocido habitualmente como Windham Hill) fue un sello discográfico independiente fundado en 1976 en Palo Alto (Estados Unidos) por William Ackerman y Anne Robinson. Especializado en la edición de discos de música instrumental acústica obtuvo gran popularidad durante las décadas de los años 80 y 90 del siglo XX.
Durante sus años de actividad artistas de diferentes sensibilidades como George Winston, Liz Story o Michael Manring y grupos como Shadowfax o Montreux editaron sus grabaciones con la compañía. 
El sello fue adquirido por BMG en dos etapas entre 1991 y 1996. Desde 2007, tras la fusión de BMG y Sony Music Entertainment Windham Hill existe como un sello integrado en la multinacional pero no ha publicado nuevas referencias. No obstante Legacy Recordings, propiedad de Sony, sí reedita álbumes y compilaciones del catálogo de la compañía.

## Reseña biográfica

### Fundación y primeros años

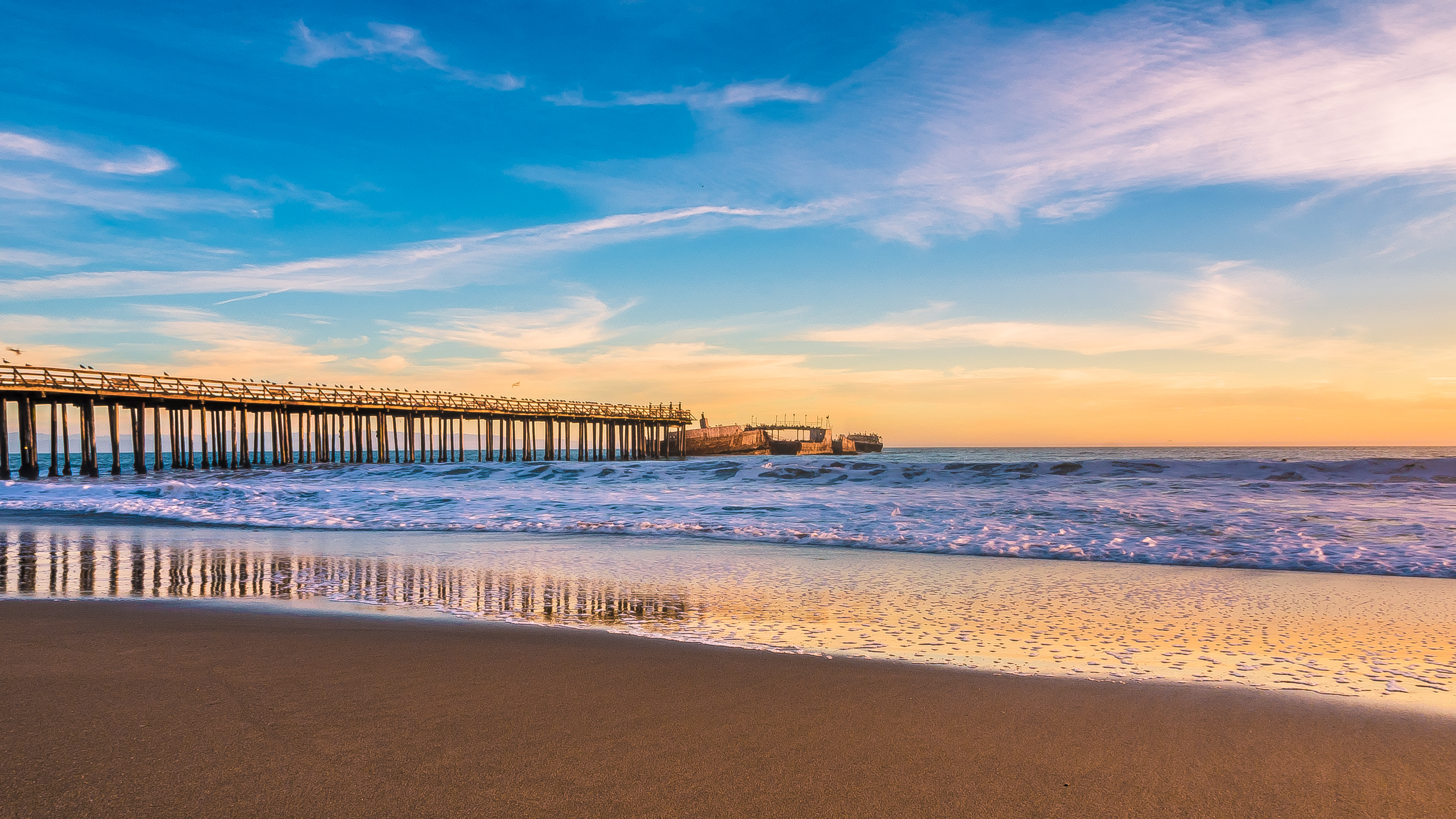
Detalle de la bahía de Palo Alto (California) ciudad sede de la compañía desde su fundación en 1976

En 1975 el guitarrista William Ackerman, tras abandonar sus estudios en la Universidad de Stanford, comenzó a grabar en casete sus composiciones por petición de sus amigos. Con su apoyo y financiación editó un primer disco al que llamó The Search for the Turtle's Navel (posteriormente renombrado como In Search of the Turtle's Navel). Tras una pequeña difusión por emisoras de radio y tiendas musicales Ackerman fundó en 1976 el sello con su entonces novia Anne Robinson en cuya tienda comenzaron la comercialización de sus grabaciones.

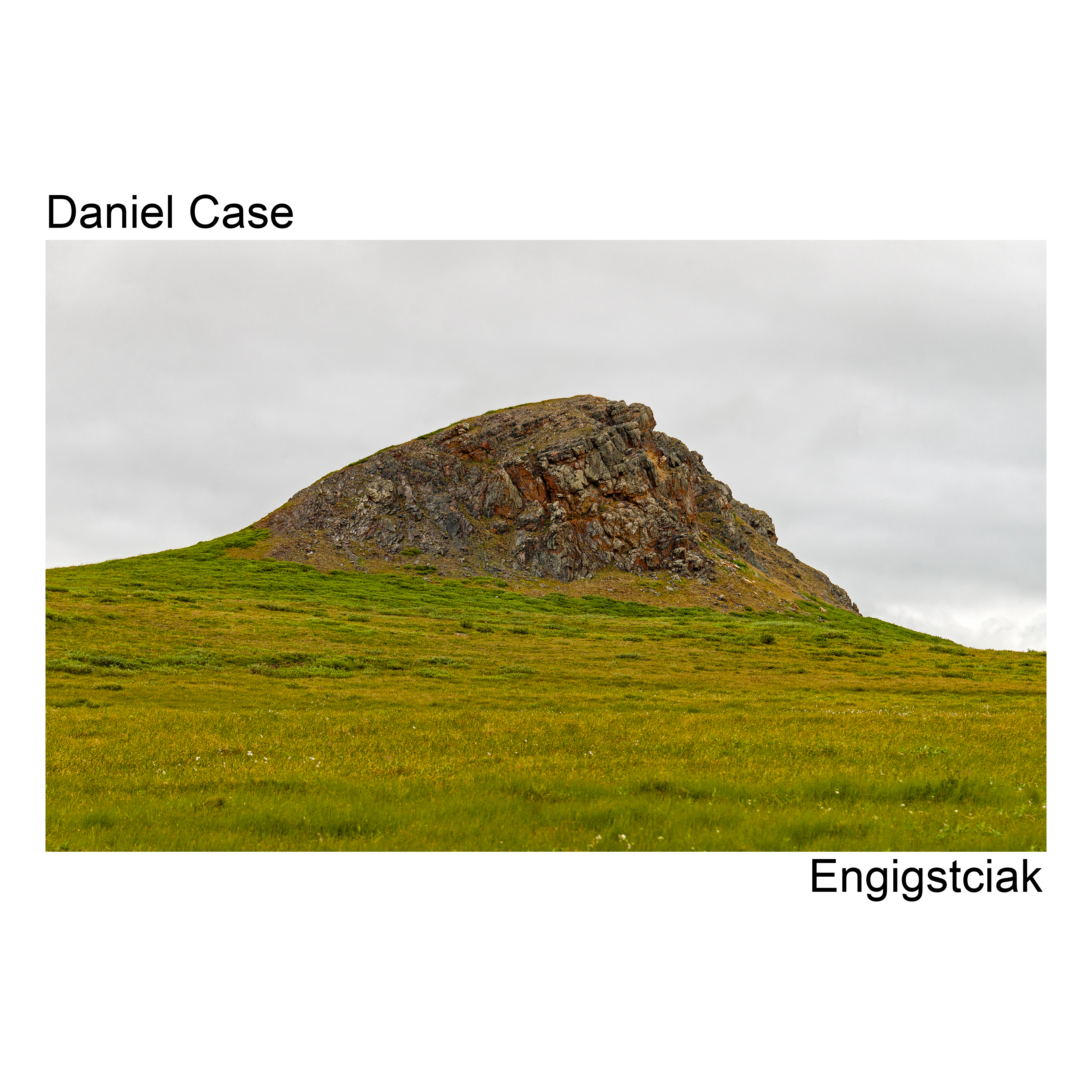
Recreación de una carátula de CD según el estilo impulsado por Windham Hill en los años 1980

Ackerman invitó a participar en el nuevo sello a músicos de estilos musicales e ideas afines como Alex De Grassi. De este modo Ackerman comenzó a reclutar y editar discos de músicos de su área cercana mientras Robinson se encargó del diseño y comercialización de los álbumes. Ya en este momento se creó el icónico estilo que caracterizó las grabaciones del sello: máxima calidad en la grabación y fabricación y un diseño minimalista con una gran fotografía en la parte central de la carátula rodeada por una gran área blanca.

### Consolidación
El estilo musical creado en Windham Hill fue de difícil clasificación ya que contenía elementos de música clásica, folk o jazz, de carácter prioritariamente instrumental, acústica y suave. Prueba de ello fue que las tiendas de discos de Tower Records, con sede en California, otorgaron a Windham Hill su propia sección ante la dificultad de etiquetarlas en otras categorías.
Paulatinamente la nómina de músicos que se integraron en el sello aumentó incluyendo guitarristas acústicos como Michael Hedges, David Cullen, John Doan y Andrew York. Los álbumes del sello encabezaron las listas de la categoría "New Age" y "Contemporary Jazz" de la revista Billboard. En reiteradas ocasiones Ackerman y Robinson indicaron que la etiqueta "new age" no era adecuada a los productos que comercializaban ya que consideraban que implicaba una connotaciones religiosas o espirituales que no tenían nada que ver con los aspectos puramente musicales.
Los álbumes interpretados al piano por George Winston, siete de ellos certificados como Oro y Platino por la Asociación de la Industria de Grabación de América (RIAA), se convirtieron en superventas.

### Final

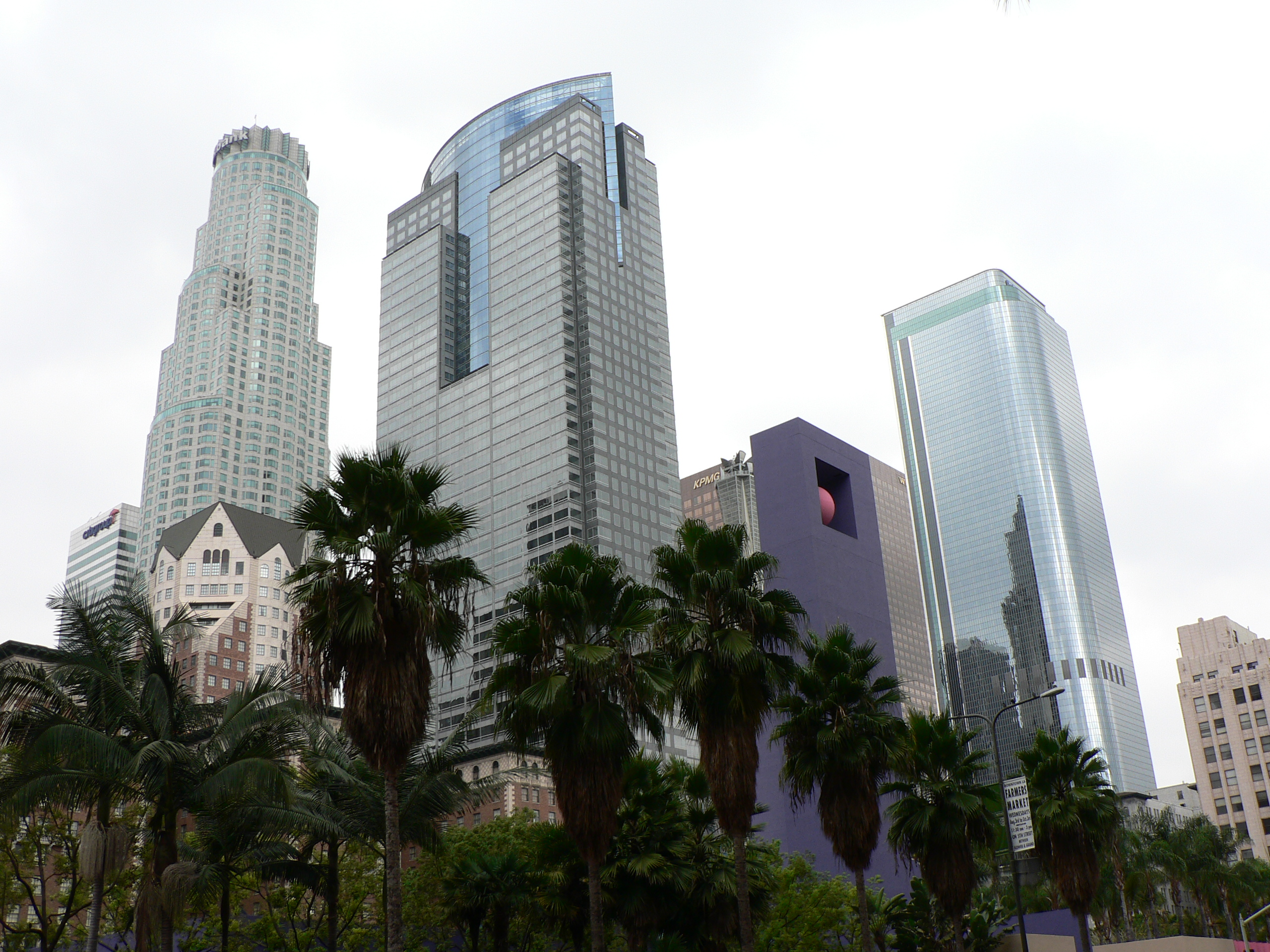
Tras la salida de Ackerman y Robinson del sello la sede de Windham Hill se trasladó de Palo Alto a Los Ángeles

La distribución del sello estuvo a cargo de A&M Records hasta que PolyGram la compró en 1989. En ese momento Ackerman y Robinson empezaron a considerar la venta de Windham Hill a un conglomerado de medios. Cuando BMG se hizo cargo de la distribución de A&M en 1989 entablaron negociaciones para comprar Windham Hill a sus dos principales accionistas. Ackerman vendió su mitad de la compañía a BMG en 1992 y Anne Robinson vendió la otra mitad en 1996. Tras esto los nuevos responsables del sello abrieron dos nuevas divisiones, Windham Hill Jazz y High Street, ampliando su tradicional área de acción hacia el jazz y la música vocal.
BMG relocalizó la oficina de Windham Hill de Palo Alto a Los Ángeles y empezó a distribuir Windham Hill a través de RCA Records. BMG fusionó el sello y su catálogo con otros sellos musicales de estilo similar que ya habían adquirido, como Private Music de Peter Baumann, configurando el denominado Windham Hill Group. Como resultado artistas como Yanni y Vangelis se integraron en el nuevo grupo aunque no fueran artistas originalmente fichados por Windham Hill. 

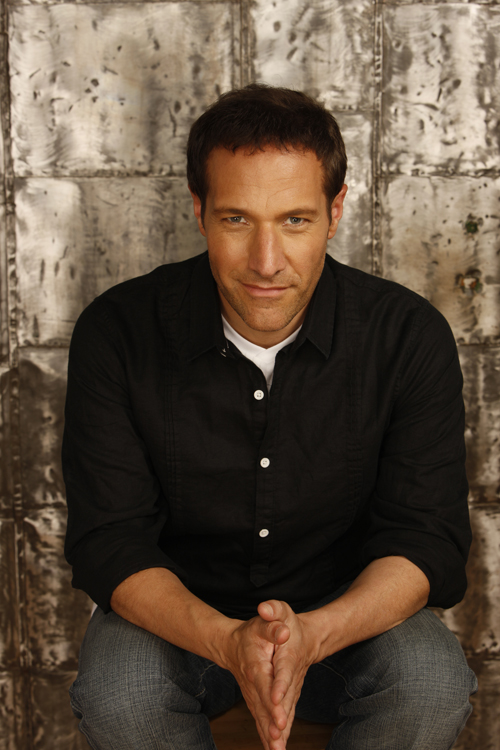
Jim Brickman fue el último artista contratado por Windham Hill antes de su adquisición por BMG

Jim Brickman fue el último artista contratado por Windham Hill antes de ser adquirido por BMG y también fue el último artista en dejar Windham Hill en 2006 cuando se unió a Savoy Records. George Winston, que fundó su propio sello Dancing Cat Records a principios de los 80, continuó trabajando con Windham Hill como socio de distribución hasta que la actividad del sello cesó en 2007. BMG negoció entonces un acuerdo de distribución con Dancing Cat y Winston se mudó a RCA Victor hasta 2009 y Sony Classical a partir de entonces. De este modo Winston es el único artista original de Windham Hill que sigue trabajando activamente como artista bajo la compañía matriz de Windham Hill.

### Legado
En 2008 Sony tras la fusión con BMG absorbió todos los activos de la multinacional, incluido Windham Hill, en su conglomerado. En 2017 la mayoría de las grabaciones del catálogo de Windham Hill se siguen distribuyendo a través de Legacy Recordings una división de Sony Music Entertainment. Sony no mantiene ningún departamento de A&R adscrito a Windham Hill, no realiza grabación de nuevas obras, ni contrata nuevos artistas. Aunque no se sabe si Windham Hill volverá a ser un sello discográfico activo al formar parte de Legacy Recordings su fondo se reedita con frecuencia. Como muestra con motivo del 30 aniversario de su fundación en 2006 Sony BMG lanzó un kit de colección especial con un artículo de Will Ackerman.

## Artistas del Catálogo
A lo largo de su actividad numerosos solistas y grupos fueron editados por la compañía.
- Philip Aaberg
- William Ackerman
- Darol Anger & Barbara Higbie
- Darol Anger & Mike Marshall
- Richard Beirach
- Robbie Basho
- Billy Childs
- Scott Cossu
- Scott Cossu & Eugene Friesen
- Malcolm Dalglish
- Alex DeGrassi
- Cliff Eberhardt
- Mark Egan
- Mitchel Forman
- Don Grolnick
- Gyuto Monks
- Daniel Hecht
- Michael Hedges
- Barbara Higbie
- Interior
- Mark Isham
- Michael Manring
- Ian Matthews
- W. A. Matthieu
- Mike Marshall
- Paul McCandless
- Wim Mertens
- Metamora
- Steven Miller
- Montreux
- Andy Narell
- Nightnoise
- Nylons
- Ray Obiedo
- Billy Oskay & Micheal O'Domhnaill
- Pierce Pettis
- Professor Longhair
- David Qualey
- Bill Quist
- Rubaja & Hernández
- Phillippe Saisse
- Schoenerz & Scott
- Theresa Schroeder-Sheker
- Shadowfax
- Ben Sidran
- Fred Simon
- Ira Stein & Russell Walder
- Liz Story
- Tim Story
- Tuck & Patti
- Turtle Island String Quartet
- Kit Walker
- Shad Weathersby
- George Winston
- Denny Zeitlin